# Cox Point
Der Cox Point ist ein Felsenkap an der Hobbs-Küste des westantarktischen Marie-Byrd-Lands. Er markiert die Südwestseite der Einmündung des Garfield-Gletschers in die Hull Bay.
Entdeckt und aus der Luft fotografiert wurde er von Teilnehmern der United States Antarctic Service Expedition (1939–1941). Das Advisory Committee on Antarctic Names benannte ihn nach Edgar Cox (1897–unbekannt), Zimmerer der zweiten Antarktisexpedition (1933–1935) des US-amerikanischen Polarforschers Richard Evelyn Byrd.